# 野田雄一
野田雄一（のだ ゆういち、1955年 - ）は日本のガラス工芸作家。徳島県出身。富山市在住。徳島大学中退。富山ガラス造形研究所教授。富山ガラス工房館長。

## 略歴
1981年に瀬戸内寂聴の私塾「寂聴塾」第1期を卒業。1982年に徳島大学中退する。
1984年に第1回日本パートドヴェール展で銅賞、1988年の国際ガラス工芸展で銀賞を受賞。さらに、2002年北日本新聞芸術選奨受賞、2003年の第4回北日本美術大賞展で奨励賞、2004年第5回北日本美術大賞展で大賞受賞2005年の第5回北日本美術大賞展で大賞、2007年第4回円空大賞展・円空賞受賞など、数々の賞を受賞した。
2006年から、富山ガラス工房で、館長を務めている。